# Byttneria coriacea
Byttneria coriacea là một loài thực vật có hoa trong họ Cẩm quỳ. Loài này được Britton mô tả khoa học đầu tiên năm 1889.